# 小行星1125
小行星1125（1125 China）是一个位于小行星带的小行星，绕太阳公转一周需5年。由前紫金山天文台台長张钰哲于1957年10月30日在南京发现。由发现地点命名为China。临时编号为1957 UN1。
1928年，张钰哲曾发现一颗小行星，并命名为「中華」（China）。但是，後來這顆小行星失去了蹤跡，紫金山天文臺於1957年發現了一顆軌道近似的小行星，經张钰哲本人同意後，便用來取代小行星1125。而在張鈺哲逝世後一個月，原来的小行星1125（1928 UF）重新找回，被重新编号为小行星3789。